# Chorošyovo
Chorošyovo (in russo Хорошёво?) è una stazione dell'anello centrale di Mosca. Inaugurata nel 2016, la stazione è situata nel quartiere di Chorošëvskij a poca distanza dalla stazione di Poležaevskaja lungo la linea 7 e della stazione di Chorošëvskaja lungo la linea 11 della metropolitana.
Nel 2017 era frequentata da circa 18.000 passeggeri al giorno.

## Interscambi
- Fermata autobus (39 - 48 - 155 - 271 - 294 - 390 - 391 - 597 - 800 - 818 - т86)
- Filobus (20 - 20k - 21 - 35 - 43 - 65)